# Claude Mandil
Claude Mandil (Lyon, 1942. január 9. –) francia mérnök és politikus. 2003–2007 között a Nemzetközi Energia Ügynökség (EIA) ügyvezető igazgatója volt. Az École Polytechnique és az Écoles des mines elvégzése után kapott mérnöki oklevelet. 1967–1981 között állami tisztviselőként terület- és iparfejlesztési kérdésekkel foglalkozott. 1981–1982-ben a francia miniszterelnök kabinetjében energetikai, ipari és tudományos kérdésekben volt tanácsadó.
Mandil házas, öt gyerekük született.